# Чера (Валенсія)
Чера (ісп. Chera (офіційна назва), валенс. Xera) — муніципалітет в Іспанії, у складі автономної спільноти Валенсія, у провінції Валенсія. Населення — 574 особи (2010).

## Географія
Муніципалітет розташований на відстані близько 250 км на схід від Мадрида, 55 км на захід від Валенсії.

## Демографія
Динаміка населення (INE ):

## Галерея зображень

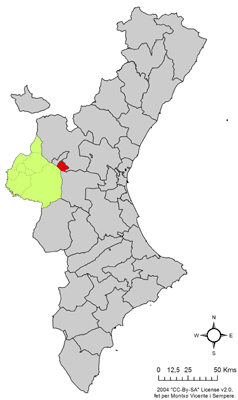
Розташування муніципалітету Чера у автономній спільноті Валенсія
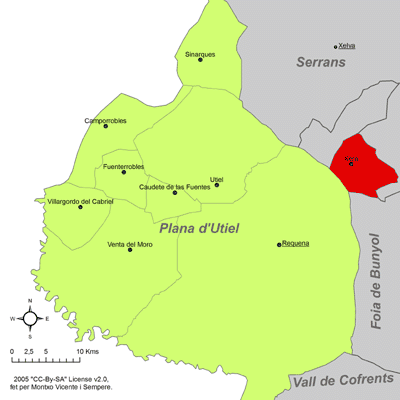
Розташування муніципалітету Чера у комарці Рекена-Утьєль